# Ditassa lanceolata
Ditassa lanceolata är en oleanderväxtart som beskrevs av Joseph Decaisne. Ditassa lanceolata ingår i släktet Ditassa och familjen oleanderväxter. Inga underarter finns listade i Catalogue of Life.